# Symphurus melasmatotheca
Symphurus melasmatotheca är en fiskart som beskrevs av Munroe och Nizinski, 1990. Symphurus melasmatotheca ingår i släktet Symphurus och familjen Cynoglossidae. IUCN kategoriserar arten globalt som livskraftig. Inga underarter finns listade i Catalogue of Life.